# Marie de Palatinat-Wittelsbach
Titre
Duchesse consort de Södermanland
11 mai 1579 – 29 juillet 1589
(10 ans, 2 mois et 18 jours)
Marie de Palatinat-Wittelsbach ou de Wittelsbach (en allemand : Anna Maria von der Pfalz) née le 24 juillet 1561 à Heidelberg (Palatinat du Rhin) et décédée le 29 juillet 1589 à Eskilstuna (Suède-Finlande). Première épouse du roi Charles IX.

## Famille
La princesse Marie est la fille de l'électeur palatin Louis VI (1539-1583) et de son épouse la princesse Élisabeth de Hesse. Elle est donc la sœur aînée de l'électeur palatin du Rhin Frédéric IV (1574-1610). 
Le 11 mai 1579, Marie épouse à Heidelberg le futur roi Charles IX de Suède (1550-1611), issu de la Maison Vasa.
De leur union est issue une fille :
- Catherine Vasa, princesse de Suède (1584-1638), qui épouse le 21 juin 1615 à Stockholm, en Suède, le comte palatin Jean-Casimir de Deux-Ponts-Cleebourg (1589-1652), membre de la dynastie Palatinat-Deux-Ponts. Leur fils monta sur le trône de Suède en 1654 sous le nom de Charles X Gustave.

Elle est inhumée dans la cathédrale de Strängnäs.

## Toponymie
La ville de Mariestad et le palais de Marieholm ont été nommés d'après la princesse.